# Noteriades tricarinatus
Noteriades tricarinatus là một loài Hymenoptera trong họ Megachilidae. Loài này được Bingham mô tả khoa học năm 1903.